# Molybdoptérine guanine dinucléotide
La molybdoptérine guanine dinucléotide est un dérivé de molybdoptérine et de guanine entrant dans la composition de certains cofacteurs à molybdène, par exemple chez E. coli. Elle intervient notamment comme cofacteur de la formylméthanofurane déshydrogénase et, sous forme de bis(molybdoptérine guanine dinucléotide)molybdène, comme cofacteur de la DMSO réductase de Rhodobacter sphaeroides,. 